# English Heritage
English Heritage var en britisk offentlig instans med ansvar for at bevare og administrere historiske monumenter i England og for administration af bygningsfredning. I april 2015 blev den del i en velgørende organisation, der har bevaret navnet, og Historic England.
Den er mest kendt for at administrere en lang række historiske og arkæologiske lokaliteter: fra Stonehenge til verdens ældste jernbro. Historic England har ansvaret for konservering, rådgivning, registrering og fredning af historiske miljøer.
English Heritage arbejdede tidligere sammen med English Nature, som i 2006 blev fusioneret med the Countryside Agency and Rural Development Service og blev til Natural England. English Heritage ejer flere bevaringsværdige bygninger og oldtidsminder og samarbejder med private, der giver adgang til deres ejendom.
Medlemmer har gratis adgang til alle steder, som administreres af English Heritage. Medlemskabet anses som et støttemedlemsskab. Ud over betaling fra medlemmerne får organisationen tilskud fra regeringen frem til 2022/23, hvor den forventes at være selvfinansieret. Entré og souvenirsalg bliver derfor afgørende for finansieringen. Besøgende bliver normalt bedt om ekstra donationer eller "gift aid", hvor gæsten betaler lidt ekstra, og stedet får skatten på det betalte tilbage.